# Sándor Holczreiter
Sándor Holczreiter (né le 18 juillet 1946 à Füzesabony et mort le 14 décembre 1999 à Tatabánya) est un haltérophile hongrois.

## Palmarès

### Jeux olympiques
- Munich 1972
  -  Médaille de bronze en moins de 52 kg.

### Championnats du monde
- Championnats du monde d'haltérophilie 1971
  -  Médaille d'argent.
- Munich 1972
  -  Médaille de bronze.

### Championnats d'Europe
- Szombathely 1970
  -  Médaille d'argent.
- Sofia 1971
  -  Médaille d'argent[1].